# 美國眾議院議長
美國眾議院議長（英語：Speaker of the United States House of Representatives）是美国众议院的首席眾議員、主持美國國會議程的權力核心人物及眾議院多數黨的最高領袖。
在美國總統繼任順序中，眾議院議長是继美国副总统兼参议院议长后的第二顺位继承人，也是美國政壇地位第三高的政治人物。現任議長為共和黨籍的邁克·約翰遜，於2023年10月25日就任。

## 權力
根据美国宪法第一条第二款：
|  | 众议院成员得自选议长與院內官員…… |

一般來說美國眾議院議長是由众议院成员选举出来的，因此众议院议长通常被視為眾議院多数党的首席領導人，被看做具有影響力及重要決策權的政治人物。虽然在众议院中另有一个多数党領袖及黨鞭，但他們一般是该党的第二把手及第三把手，由此眾議院議長大多被視為该党的首席领袖；儘管在没有必要的情况下，眾議院議長通常不参加議事辯論也不參與議場投票。在形式上，眾議院議長是美国立法机构中的最高官员，而且通常是全美国較知名的政治人物之一。
由于美国眾議院每兩年定期改選，議長有時与总统属于不同的党派，因此有時是美国政治中執政黨的主要对手；在这种情况下，眾議院議長可以算是美国的反对党领袖。而當總統和議長屬於同一黨派，眾議院少數黨領袖則可以算是反對黨領袖。
眾議院議長在當選時會制定一份繼任順位名單以備在必要時代理其職位，並由眾議院秘書保守秘密，直到議長被罷免或喪失能力時，依照順位任命眾議院臨時議長；屆時眾議院臨時議長將擁有眾議院議長的所有權力，但不屬於總統繼任順序的一員，這一程序是在2001年9月11日之後設計的，目的是確保政府的連續性。

## 歷史
第一任美國眾議院議長的是弗雷德里克·米倫伯格。起初議長的地位並非像如今的有影響力，直至亨利·克萊任期內有了改變。亨利·克萊相對於前些時期的議長們，參與了眾議院內許多討論，並利用他的影響力令一些議案通過。例如1812年戰爭及「美利堅系統（American System）」的經濟計劃。但在1825年克萊轉任國務卿之後，議長的權力再次減弱。議長選舉漸漸變得困難，在美國南北內戰期间的數次選舉中，難以維持國會多數，例如在1855年及1859年的議長選舉中，花了至少兩個月時間才選出議長，有議長甚至在翌年才能就任。而在1839年至1863年期間，僅有一位議長任期超過一任。
19世紀末，議長議位開始發展成了具有較大權力的職能，其權力的重要來源之一是同時身兼法制委員會主席，由於法制委員會在1880年眾院委員會系統重大改組，自此成為眾院中最有權力的委員會之一，並凝聚政黨當中的重要領袖，如包含民主黨籍議長塞缪尔·J·兰德尔、约翰·G·卡莱尔、查爾斯·克里斯普，共和黨籍議長詹姆斯·G·布莱恩、托馬斯·布拉克特·里德和約瑟夫·格爾尼·加農。
在共和党的托馬斯·布拉克特·里德的任期內，使議長的權力大大增加，里德被反對者稱為「沙皇里德（Czar Reed）」。他要求少數黨停止阻撓法案的進行，最有名阻撓戰術便是「消失的法定最低人數（disappearing quorum）」，即出席會議但拒絕投票，少數黨利用在會議中拒絕投票來讓議案法定人數難以達到及使結果無效。然而里德宣佈在會議中拒絕投票的議員仍將被計算在法定最低人數中。里德經由相關規定使民主黨無法阻擾共和黨的議程。議長權力在之後的約瑟夫·格爾尼·加農任期內達到巔峰，他運用特別手段控制了立法過程，確定議會的流程、指定所有委員會的成員、選定委員會主席、作為法制委員會主席，並決定委員會審理什麼議案。他運用權力使得眾議院中共和黨的議案可以未受阻擾的通過。1910年，民主黨人及多數共和黨人剝奪了議長的許多權力，包含指定誰為某委員會成員及擔任法制委員會主席。使議長失去了其影響力，直到15年後尼古拉·朗沃斯才開始恢復。
20世紀中期，民主黨的塞缪尔·雷伯恩是歷任中擔任最久任期的眾議院議長，他擔任議長長達17年半，期間擔任不連續兩任四年的眾議院少數黨領袖。他幫助引導許多議案，協助小羅斯福及杜魯門的民主黨在國會通過國內議案與國外針對蘇聯反擊計畫，同時他在民權運動爭議下，成功平衡黨內北方自由派和南方保守派民主黨人之間的政治衝突。雷本的繼任者，民主黨的约翰·威廉·麦科马克，他的議長權力因無法平衡民主黨內年輕自由派議員及保守派民主黨人而略微減弱。在1970年代中期卡爾·阿爾伯特，議長的權力再次增加，司法法制委員會中止自1910年代以來的半獨立小組，委員會主席反而再次成為黨領導者的權力。水門事件期間，阿爾伯特在副總統安格紐1973年10月辭職後，作為當時僅次于總統的繼承人，他作為民主黨人，拒絕接任安格紐所空出來的位置，因為他認為是共和黨人在1972年勝出選舉。擔任代副總統七星期後，國會參眾議院選出少數黨領袖傑拉爾德·福特為副總統。1974年，作為議長，他同意眾議院司法法制委員會通過支持彈劾理查德·尼克森的決議，最終迫使尼克森辭職。尼克森辭職之後，福特繼任總統，而眾議院亦選出前紐約州州長納爾遜·洛克菲勒為副總統。1975年，眾議院議長職權指定派任大部份的法規委員會成員。同時，委員會主席的權力被減弱，因而相對地增加了議長的權力。
阿爾伯特的繼任者是民主黨籍的提普·奧尼爾。在奧尼爾擔任議長初期，與同屬民主黨的總統吉米·卡特關係惡劣，即使民主黨在卡特任內掌握眾議院絕對多數，奧尼爾和卡特在各方面均有衝突。共和黨的羅納德·雷根在1980年美國總統選舉勝選，民主黨仍掌握眾議院，亦使議長奧尼爾成為代表民主黨的反對黨領袖。奧尼爾因公開反對共和黨的雷根總統的經濟政策而著名，他挑戰雷根在國內內政與國防支出方面的政策，儘管仍支持雷根增加國防預算和軍事開支。共和黨在雷根執政時期，將奧尼爾成為1980年及1984年選舉競選反對的目標。不過，雷根總統獲不少保守派民主黨人支持，通過影響至今的1986年稅改法案。僅管如此，民主黨仍舊維持掌握眾議院多數，直到1994年中期選舉為止。
1994年，共和黨經過了40年的少數黨後，再次重新掌控了眾議院。此後24年間，共和黨控制眾議院長達20年。共和黨籍的原少數黨黨鞭紐特·金里奇成為新任眾議院議長。在任議長期間，他以反對黨領袖自居，常與民主黨籍的比爾·柯林頓總統發生衝突，特別的是「與美國有約（Contract with America）」政治宣言；即1994年11月大選前由367名共和黨國會議員候選者聯名簽署所提出的一項立法議程，該契約列出10項法案，共和黨人發誓要在1995年1月開始的眾議院會期最初的100日內就這些法案進行辯論並付表決，最後他們達到了，儘管其中不少法案在之後被柯林頓總統行使否決權而無法落實。金里奇在後來的美國政府停擺和柯林頓彈劾案中發揮關鍵作用。議長的權力和影響力在金里奇領導下發揮到極致。
1998年期中選舉，共和黨議席減少五席，但仍維持多數，金里奇因推動彈劾柯林頓失敗而下台及辭去議員席位，他的繼任者丹尼斯·哈斯特尔特扮演較無顯注的角色，作風亦不像金里奇高調，但在小布希總統執政期間，他亦協助共和黨通過不少法案。
2006年期中選舉，民主黨經過了12年的少數黨後，重新獲得眾議院多數，眾議院少數黨領袖南希·佩洛西成為新一位議長，她也成為首位眾議院女議長，變成反對布希政府的領導者，2008年11月巴拉克·歐巴馬當選後，佩洛西幫助了歐巴馬政府做了些知名的改革，如經濟方案及健康保險改革（即歐巴馬健保）等。
2010年期中選舉，共和黨重新控制眾議院，由共和黨的約翰·博納當選。2015年，約翰·博納擔任三屆議長後，宣佈辭去議長職位，由保羅·萊恩接任。萊恩在任期間，共和黨在不獲民主黨的支持下，通過2017年減稅與就業法案。
2018年期中選舉，民主黨經過了8年的少數黨後，重新獲得眾議院多數，眾議院民主黨領袖南希·佩洛西再度出任議長一職。
2022年中期选举，共和党获得众议院多数席位，2个月后的2023年1月3日，即第118届美国国会的开幕日，开始众议院议长的选举。由于众议院共和党会议内部的分歧，使众议院进行了15次投票，共和党的凯文·麦卡锡终于在1月7日获得了多数票当选为众议院议长。2023年10月3日，凱文·麥卡錫被众议院以216票多数罢免，他也成为美国自1789年国会设立以来第一位被罢免的众议院议长，隨後由派翠克·麥克亨利出任眾議院臨時議長，直到2023年10月25日邁克·約翰遜在議長選舉中獲選為新任議長為止。